# Amelora oncerodes
Amelora oncerodes là một loài bướm đêm trong họ Geometridae.